# Онацька Віра Дем'янівна
Віра Дем'янівна Онацька (Онацька-Полонська, * 1893, Гадяч — † 1969, Бориспіль) — українська актриса, громадська діячка, педагог, режисер, відома за роботою в мистецькому об'єднанні «Березіль» та театрі «Кийдрамте» Леся Курбаса. Деякий час була актрисою Молодого театру (Леся Курбаса) та Національного зразкового театру.

## Життєпис
Народилася  у м. Гадячі на Полтавщині. Її батько, Дем’ян Антонович, був титулярним радником, мати – Феодосія Іванівна – вчителькою. Навчалася у жіночій гімназії, яку закінчила із золотою медаллю, здобула фах учителя молодших класів.
Деякий час була актрисою «Молодого театру», заснованого Лесем Курбасом.
У 1910-х разом з чоловіком Андрієм Матвійовичем Полонським переїхали до Борисполя, де працювали на вчительській ниві. У 1917 році Андрій Матвійович був членом Української Центральної ради 1-го і 2-го складу.
7 жовтня 1923 Віра Онацька за дорученням Л. Курбаса очолила Бориспільську театральну студію «Березоля» – п'яту агітаційну майстерню. «П'ята агітаційна майстерня, — зазначав Ю. Смолич, — готувала прообраз пересувного театрального колективу для села; у найбільш досконалих портативних формах і принципах ставились вистави кожної п'єси, а не просто спеціально (для села) створювались примітизовані малі постанови».
В репертуарі студії — адаптовані для клубної сцени курбасівські постановки «Джиммі Хігінс» за Е. Сінклером, «Жовтень» та «Рур». П'ята агітаційна майстерня проіснувала один рік. Після її закриття Віра Онацька тривалий час працювала керівником драмгуртка при Бориспільському районному будинку культури.
У Борисполі Андрій Матвійович також заснував ляльковий театр.
У 1929—1930 рр. її з чоловіком кілька разів заарештовують і відпускають.
У 1933 році родина переїхала до Києва, де від туберкульозу легенів помирає Андрій Матвійович. В черговий раз Віру Дем'янівну було заарештовано, а також вислано на поселення у 1941 році.
У Бориспіль вона повернулася після війни.
Померла у березні 1969 року і похована на Рогозівському кладовищі Борисполя.

## Ролі
- Катря («Зіля Королевич» С. Васильченка)
- Відьма («Гайдамаки» Леся Курбаса за Т. Шевченком)